# كلارنس رايموند آدامز
كلارنس رايموند آدامز (بالإنجليزية: Clarence Raymond Adams)‏ هو رياضياتي أمريكي، ولد في 10 أبريل 1898 في كرانستون في الولايات المتحدة، وتوفي في 15 أكتوبر 1965.